# ديان يوكسيموفيتش
ديان يوكسيموفيتش (بالصربية: Дејан Јоксимовић)‏ هو لاعب كرة قدم صربي في مركز الوسط، ولد في 10 يناير 1965 في بلغراد في صربيا. لعب مع النجم الأحمر بلغراد وراد بيوغراد وسبارتا براغ ونادي أو إف كيه بيوغراد ونادي بارتيزان ونادي فويفودينا ونادي لوغو.

## وصلات خارجية
- ديان يوكسيموفيتش على موقع قاعدة بيانات كرة القدم.إي يو (الإنجليزية)